# Sikko
Sikko auch Sicco genannt (* um 1005; † zwischen 15. Januar 1064 und 19. Oktober 1065) war von 1047 bis 1064 Graf in den Grafschaften Bonngau und Ahrgau.

## Vorgeschichte
Nachdem Heinrich I., ein Neffe des Pfalzgrafen Ezzo, von seinem Vater Hermann I. die Pfalzgrafenwürde und die Gaugrafschaft im Bonngau geerbt hatte, verlagerte er den Schwerpunkt seiner Herrschaft an die Mosel. Da er seine dortigen Grafenrechte jedoch nicht selbst ausüben konnte, setzte er zu diesem Zweck den Untergrafen Sicco ein, der erstmals 1047 urkundlich erwähnt wurde und bereits Graf im Ahrgau war.

## Leben
Sikko bzw. Sicco wurde von 1047 bis 1064 in mehreren Urkunden als Graf (comes) bzw. als Inhaber der Grafschaft (comitatus) im Bonn- und Ahrgau genannt. 1047 erschien er erstmals als Graf im Bonngau anlässlich einer Schenkung in Form einer Diensthufe nebst dazugehörigen Weinbergen in Waldorf. Am 14. Juni 1051 verzeichnete ihn ein Diplom als Graf Sikko im Ahrgau, als Kaiser Heinrich III. seine Besitzungen in Wadenheim und Ahrweiler an das Stift St. Servatius in Maastricht übertrug. In einer weiteren Urkunde Kaiser Heinrichs III., datiert auf den 18. Juli 1051, erschien Sikko auf Wunsch der Polenkönigin Richeza als Untervogt ihrer pfalzgräflichen Besitzungen, u. a. der Vogtei Klotten, als sie ihren Vetter, den Pfalzgrafen Heinrich I. zum Schutzherrn ihrer Güter im Banne von Klotten an der Mosel einsetzte und ihm die Burg Cochem zum Wohnsitz überließ. Als Entlohnung für seine Dienstbarkeit übertrug ihm Richeza eine Wiese, genannt „auf Summet“, und die Einkünfte des Hofes auf dem Klottener Berg.
Als König Heinrich IV. am 14. Juni 1064 die Schenkung von acht Hufen in Sinzig an das Kloster Burtscheid bestätigte, die seine Mutter Kaiserin Agnes gemacht hatte, trat Sikko als der für den Ahrgau zuständige Graf in Erscheinung. Zu den letzten Amtshandlungen Sikkos wird die Bezeugung einer Schenkung von fünf Hufen in Kessenich an das Kloster Deutz angesehen, die wohl zwischen 1056 und 1065 erfolgte. Demzufolge wird sein Todesjahr als nach 1064 oder im Jahr 1065 angenommen.

## Namensherkunft
Der Name Sikko bzw. Sicco ist eine Kurzform des Namens Siegfried, Siegbert oder Siegward. Graf Sikko wird nach verschiedenen Quellen als Namensgeber der Familie der Sikkonen angesehen. Aktuellen Forschungen zufolge ist auch von einem Haus der Sikkonen die Rede, obwohl für den Bonn- und Ahrgau nur ein Graf dieses Namens belegt ist.